# Wahoo Studios
Wahoo Studios é uma empresa de desenvolvimento de computadores e jogos eletrônicos com sede em Orem, Utah.  Fundada em 2001, a empresa atua principalmente como consultora ou por contrato, trabalhando com grandes empresas de jogos, como Electronic Arts e Microsoft. Historicamente, a casa de desenvolvimento tem sido responsável principalmente pelos jogos de consoles. Os jogos originais autofinanciados usam a marca NinjaBee. Desde o lançamento do Xbox 360, o desenvolvedor ofereceu suporte ao Xbox Live Arcade em vários lançamentos, incluindo A Kingdom for Keflings e A World of Keflings.

## História
Quando o desenvolvedor de jogos eletrônicos Saffire de Utah encontrou dificuldades em 2001, Steve Taylor saiu e fundou a Wahoo Studios, contratando outros ex-funcionários da Saffire.
Em 2004, a Wahoo Studios introduziu a marca NinjaBee para seus jogos autofinanciados.
Em janeiro de 2007, a Wahoo Studios anunciou que estava se juntando ao gênero de jogo multijogador massivo online com o jogo Saga, um MMORTS, baseado em um mundo persistente. Em agosto de 2007 eles se separaram e a Saga Games e Silverlode Interactive finalizaram o desenvolvimento do jogo.

## Títulos
| Ano  | Titulo                                            | Plataforma(s)                                                       | Publicadora                |
| ---- | ------------------------------------------------- | ------------------------------------------------------------------- | -------------------------- |
| 2002 | 007: Nightfire                                    | GameCube, PlayStation 2, Xbox, Game Boy Advance & Microsoft Windows | Electronic Arts            |
| 2003 | XS Junior League Football                         | PlayStation                                                         | XS Games                   |
| 2004 | Outpost Kaloki                                    | Windows                                                             | NinjaBee                   |
| 2004 | XS Junior League Soccer                           | PlayStation                                                         | XS Games                   |
| 2006 | Cloning Clyde                                     | Xbox Live Arcade                                                    | NinjaBee                   |
| 2006 | Outpost Kaloki X                                  | Xbox Live Arcade                                                    | NinjaBee                   |
| 2007 | Band of Bugs                                      | Windows, Xbox Live Arcade                                           | NinjaBee                   |
| 2008 | A Kingdom for Keflings                            | Xbox Live Arcade                                                    | Microsoft Studios          |
| 2008 | Boingz                                            | Wii                                                                 | RealArcade                 |
| 2008 | Doritos: Dash of Destruction                      | Xbox Live Arcade                                                    | Microsoft Studios          |
| 2008 | Saga                                              | Windows                                                             | Silverlode Interactive     |
| 2010 | A Kingdom for Keflings                            | Windows                                                             | Microsoft Studios          |
| 2010 | A World of Keflings                               | Xbox Live Arcade                                                    | Microsoft Studios          |
| 2010 | Ancients of Ooga                                  | Xbox Live Arcade                                                    | Microsoft Studios          |
| 2010 | The Amazing Brain Train!                          | Wii                                                                 | NinjaBee                   |
| 2011 | A World of Keflings: It Came From Outer Space     | Xbox Live Arcade                                                    | Microsoft Studios          |
| 2011 | Akimi Village                                     | PlayStation 3                                                       | Sony Online Entertainment  |
| 2011 | Ancients of Ooga                                  | Windows                                                             | Microsoft Studios          |
| 2011 | Fusion: Sentient                                  | Windows Phone                                                       | Microsoft Studios          |
| 2011 | Hasbro Family Game Night 4: The Game Show         | PlayStation 3, Wii, Xbox 360                                        | Electronic Arts            |
| 2012 | A World of Keflings: Sugar, Spice and Not So Nice | Xbox Live Arcade                                                    | Microsoft Studios          |
| 2013 | A World of Keflings                               | Windows                                                             | Microsoft Studios          |
| 2013 | Disney Infinity                                   | Windows                                                             | Disney Interactive Studios |
| 2013 | Nutjitsu                                          | Windows                                                             | NinjaBee                   |
| 2014 | A World of Keflings                               | Wii U                                                               | Microsoft Studios          |
| 2014 | Nutjitsu                                          | Xbox One                                                            | NinjaBee                   |
| 2015 | NHL SuperCard                                     | Android, Fire OS, iOS                                               | 2K Sports                  |
| 2015 | Nutjitsu                                          | PlayStation 4                                                       | NinjaBee                   |
| 2016 | Carnival Games VR                                 | HTC Vive, Oculus Rift, PlayStation VR                               | 2K Play                    |
| 2018 | A Handful of Keflings                             | Windows                                                             | NinjaBee                   |
| 2019 | One Leaves                                        | Windows, Xbox One                                                   | Oath                       |

### Não lançado
Wahoo Studios estava trabalhando no Space Station Tycoon.

## Ligações Externas
- «Wahoo Studios Site oficial»